# Tálpatak
Tálpatak (románul Scrădoasa) falu Romániában, Kovászna megyében. Közigazgatásilag Bodzaforduló városhoz tartozik.

## Története
Első ismert említése 1762-ből származik. Sepsiszék települése volt, amely Henter Ferenc birtokán alakult ki.
1966-ban 218, 1977-ben 196, 1992-ben 182, 2002-ben 167, 2011-ben 148 lakosa volt, mind románok.